# Skála

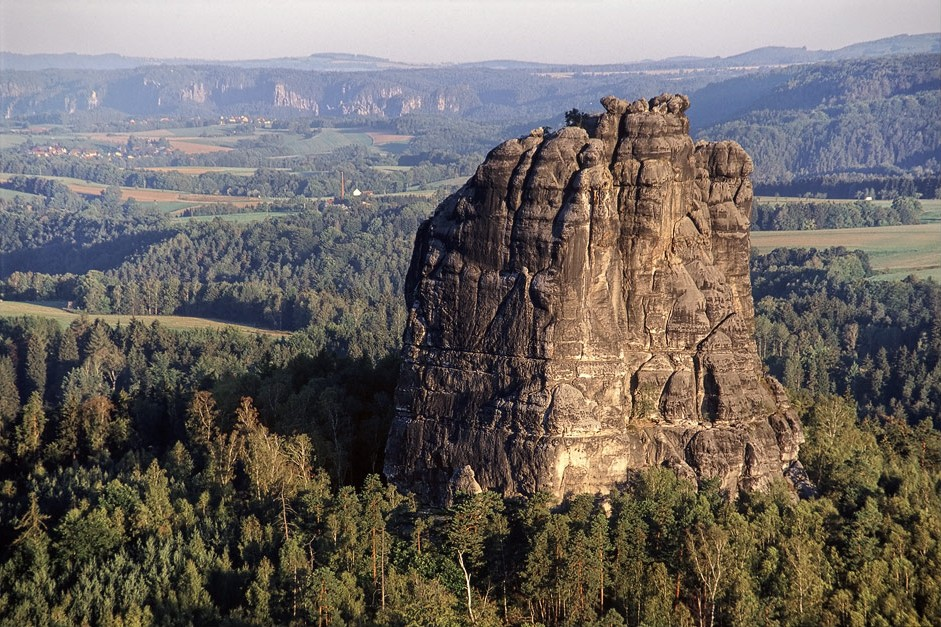
Falkenstein v Saském Švýcarsku (září 2004).

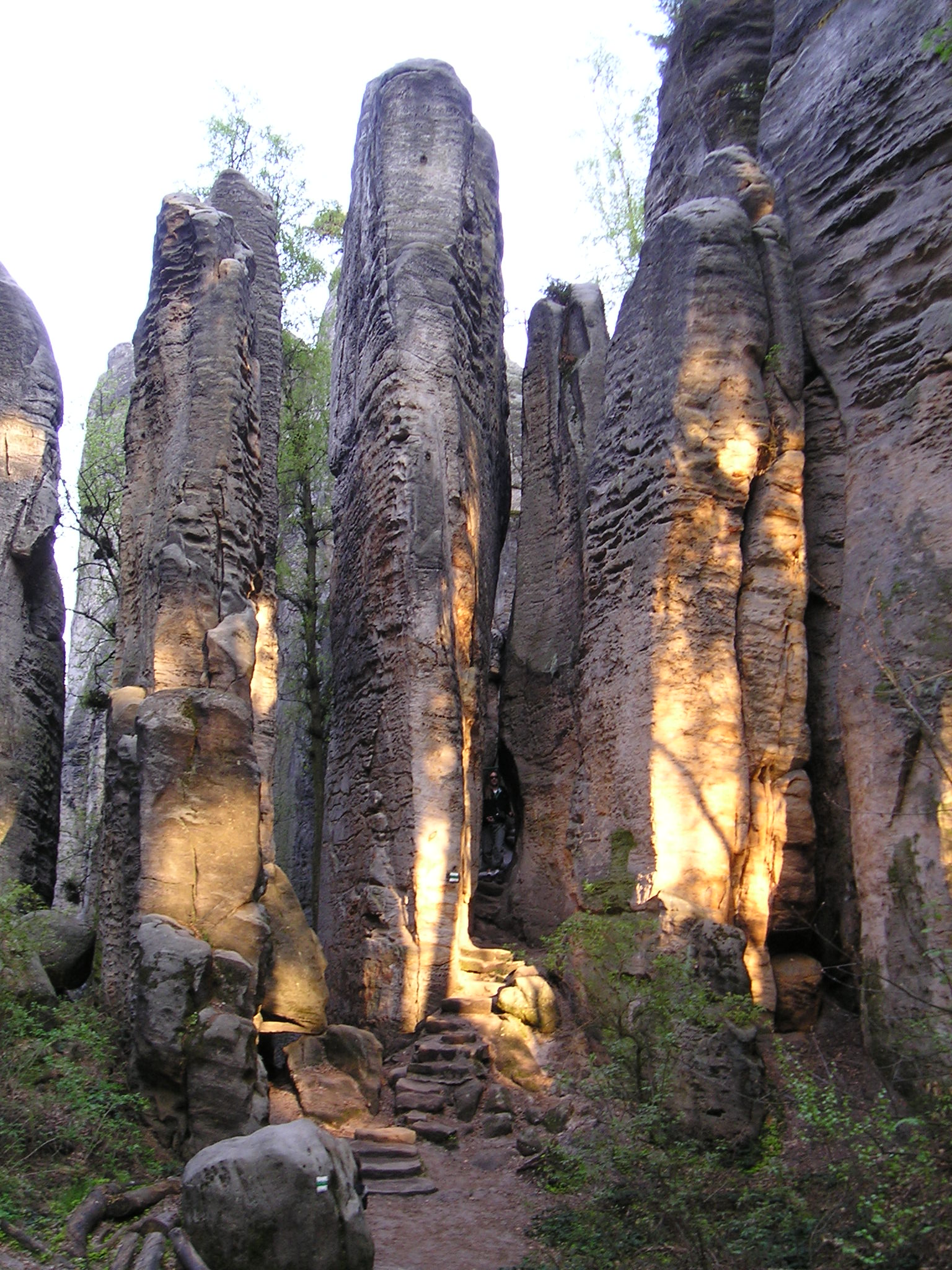
Pískovcové skály v Českém ráji

Skála nebo skalisko je označení pro větší souvislý výchoz skalních hornin na zemský povrch, který může být lehce zvětralý. Skály mohou mít charakter terénních stupňů, osamělých skal či skalisek. Vznikají zvětráváním, erozí a denudací hornin, které mají obvykle selektivní ráz.

## Druhy skalních tvarů
Podle své geneze, pozice a polohy mohou mít skalní tvary specifická jména:
- skalní jehla
- mrazový srub – skalní stupeň se svislou stěnou čnějící ze svahu, vzniklý mrazovým zvětráváním a následným odnosem zvětralé horniny
- tor
- stěna karu
- skalní zeď
- skalní práh
- skalní hradba
- skalní defilé
- skalní věž
- skalní pyramida
- skalní hřib
- skalní brána
- skalní okno
- skalní komín
- skalní suk
- skalní ostroh
- bornhardt
- hum
- mogot

Rozsáhlejší území se skalami jsou nazývány skalními městy.

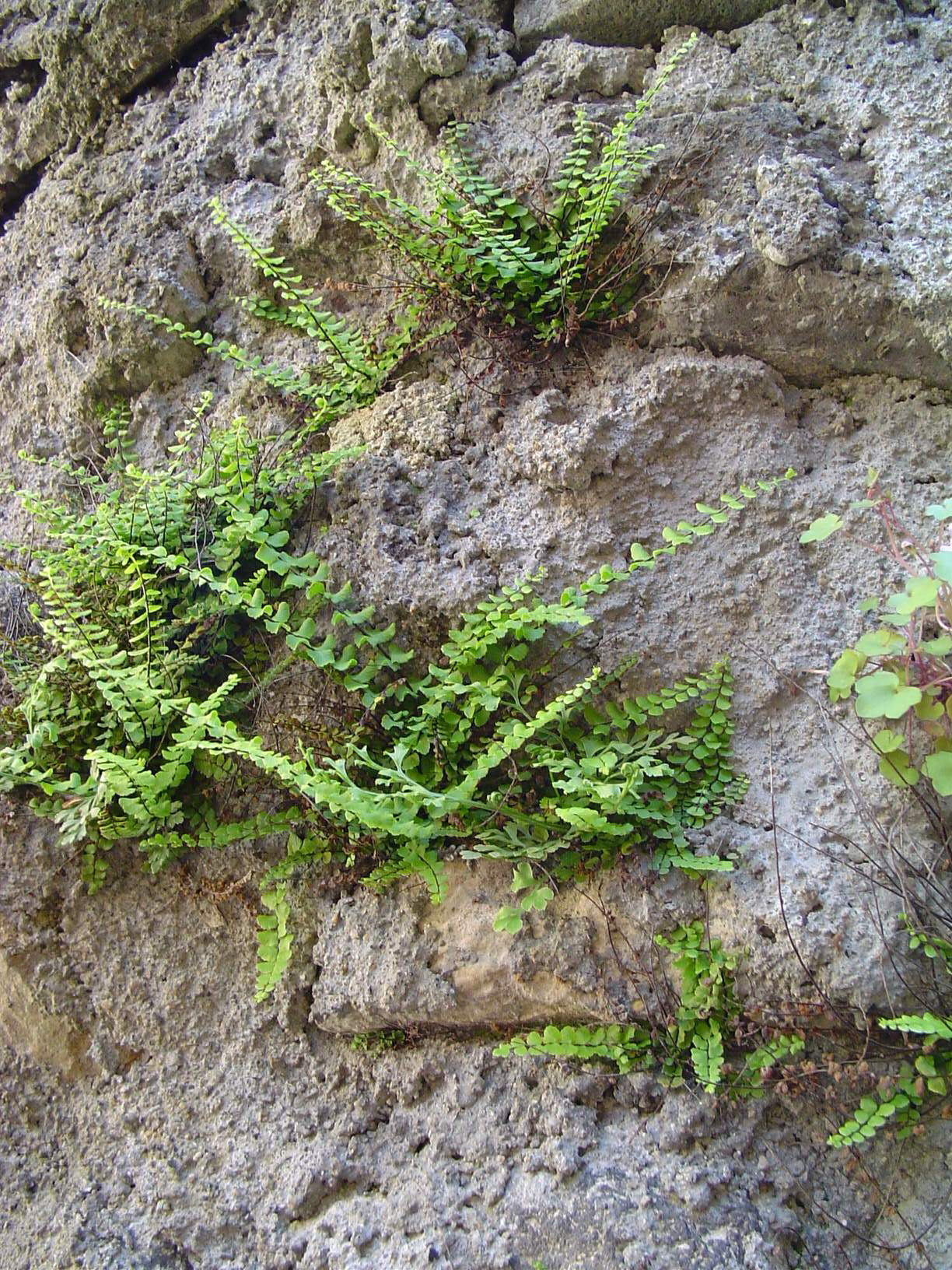
Porost sleziníku červeného uchyceného ve skalních štěrbinách

## Rostlinstvo na skalách
Skály jsou obývány rostlinnými společenstvy skalních štěrbin, tzv. chasmofyty. Skály jsou extrémními stanovišti: jejich extrémní charakter je odvislý nejen od horninového substrátu a jeho vlastností, ale také od vnějšího tvaru, orientace a expozice skalních stěn. Problémem pro rostliny je zejména vysychání a nedostatek půdy, která je navíc průběžně vyfoukávána větrem či vyplavována deštěm, a veliké teplotní výkyvy na stanovišti. V létě se skály silně přehřívají, v zimě jsou naopak vystaveny většímu mrazu kvůli nedostatku sněhové pokrývky, led navíc během dne roztává a v noci zase mrzne, což čechrá půdu a trhá rostlinám jemné kořeny. Takové podmínky umožňují růst pouze dobře adaptovaným skalním specialistům (petrofytům), což jsou ve středoevropských podmínkách především různé kapradiny, případně též lomikameny, rozchodníky a jiné rostliny, často sukulenty. Příkré vlhké skály bývají porostlé lišejníky či řasami.
Druhové složení vegetace závisí na chemismu horniny. Na bazických skalách (vápenec) roste typicky například sleziník routička, sleziník červený, sleziník zelený, puchýřník křehký, kyvor lékařský, na zazemněnějších stanovištích skalních terásek se objevují suché trávníky s pěchavou vápnomilnou či lomikamenem vždyživým. Pro kyselé skály je charakteristickým druhem sleziník severní, osladič obecný nebo lomikámen trsnatý. Dobře vyvinuto bývá na skalách mechové patro; příležitostně se mohou uchycovat též druhy okolního porostu. Z lesní vegetace se mohou na skalách vyskytovat společenstva skalních borů.

## Živočišstvo skalních oblastí
Skály nejsou obývány jen rostlinami, jsou také vyhledávanými hnízdišti ptáků, jako je např. sokol stěhovavý či výr velký. Na skály jsou však vázány i různé druhy savců, plazů i bezobratlých živočichů.

## Skalní lezení
Skály se svislými stěnami se staly svou nedostupností a neschůdností předmětem zájmu lidí, kteří se snaží zdolat přírodou vytvořené převýšení. Při jejich překonávání si každý lezec volí styl, jakým skálu zdolává (volné lezení a technické lezení).